# Alex Lawther
Alexander Jonathan Lawther (sinh ngày 4 tháng 5 năm 1995) là một nam diễn viên người Anh. Anh nổi tiếng với vai nam chính James trong phim truyền hình ngắn của Netflix Hành trình chết tiệt và vai phụ Alan Turing lúc nhỏ trong The Imitation Game (2014). Anh nhận giải Diễn viên trẻ triển vọng của năm bởi Hội đồng nghệ thuật Luân đôn. Tiếp theo Alex nhận vai Kenny trong tập 3 mùa 3 "Shut Up and Dance" phim truyền hình dài tập Black Mirror.

## Thời thơ ấu
Alex sinh ra và lớn lên tại Petersfield, Hampshire. Là em út trong ba chị em, Alex lúc nhỏ chỉ coi kịch như một hình thức giải trí. Bố mẹ Alex làm luật sư, anh trai Cameron Lawther làm nhà sản xuất phim, còn chị gái Ellie Lawther theo nghiệp chính trị. Hai anh em đã cùng tham gia bộ phim The Fear (2010).
Năm 2009, Alex tham gia câu lạc bộ kịch Cao đẳng Churcher, vừa làm diễn viên vừa làm biên kịch. Anh nổi bật trong trường nhờ vai Ratty trong Gió qua rặng liễu. Alex không học diễn xuất tại GCSE hay A level. Anh chọn Nhà hát thanh niên quốc gia để rèn luyện và phát triển.

## Sự nghiệp
Sự nghiệp diễn xuất của Alex bắt đầu năm 16 tuổi với vai John Blakemore trong vở kịch South Downs của nhà biên kịch David Hare tại Liên hoan Chichester. Vai diễn đầu tay là Alan Turing lúc nhỏ góp phần không nhỏ trong giải thưởng Academy của bộ phim The Imitation Game (2014). Vai diễn đem lại cho Alex giải Diễn viên trẻ triển vọng của năm bởi Hội đồng nghệ thuật Luân đôn năm 2015. Năm 2015, anh tiếp tục tham gia bộ phim về tuổi mới lớn X+Y. Năm 2016, nhận vai chính đầu tiên. Vai của anh là Elliot, cùng nữ chính Juliet Stevenson trong phim Departure. Đây cũng là vai diễn đầu tiên của Andrew Steggall.
Năm 2016, Alex nhận vai chính Kenny trong "Shut Up and Dance", tập 3 mùa 3 thuộc phim truyền hình dài tập Black Mirror. Tập phim nhận được nhiều ý kiến đánh giá khác nhau, tên tuổi Alex cũng vì thế được biết đến rộng rãi. Năm 2017 Alex nhận vai James trong phim truyền hình ngắn The End of the F***ng World. Vai diễn được giới phê bình đánh giá rất cao.

## Đánh giá
Dame Maggie Smith nhận xét "Cậu ấy đạt được thành tựu mà phần lớn mọi người phải mất cả đời". Alex còn được so sánh với diễn viên đồng hương cũng là người anh ngưỡng mộ Ben Whishaw.

## Sự nghiệp diễn xuất

### Phim
| Năm  | Tên phim                             | Vai diễn                           | Chú thích |
| ---- | ------------------------------------ | ---------------------------------- | --- |
| 2013 | Benjamin Britten: Peace and Conflict | Benjamin Britten                   | Phim tài liệu tiểu sử |
| 2014 | The Imitation Game                   | Alan Turing lúc nhỏ                | Diễn viên trẻ triển vọng của năm bởi Hội đồng nghệ thuật Luân đôn Đề cử – BFI London Film Festival Award for Best British Newcomer |
| 2014 | X+Y                                  | Isaac Cooper                       | |
| 2016 | Departure                            | Elliot                             | |
| 2017 | Freak Show                           | Billy Bloom                        | |
| 2017 | Goodbye Christopher Robin            | Thiếu niên Christopher Robin Milne | |
| 2018 | Ghost Stories                        | Simon Rifkind                      | |

### Phim truyền hình
| Năm  | Tên phim                       | Vai diễn    | Chú thích                           |
| ---- | ------------------------------ | ----------- | ----------------------------------- |
| 2014 | Holby City                     | Fred Bamber | 1 tập                               |
| 2016 | Black Mirror                   | Kenny       | "Shut Up and Dance"                 |
| 2017 | Carnage                        | Joseph      | Phim hài                            |
| 2017 | The End of the F***ing World   | James       | Phim truyền hình (Nam chính, 8 tập) |
| 2017 | Howards End                    | Tibby       | Phim truyền hình                    |
| 2019 | The End of the F***ing World 2 | James       | Phim truyền hình (Nam chính, 8 tập) |

### Kịch
| Năm         | Tên                    | Vai            | Nơi diễn                                     |
| ----------- | ---------------------- | -------------- | -------------------------------------------- |
| 2011        | South Downs            | John Blakemore | Chichester Festival Theatre                  |
| 2012        | South Downs            | John Blakemore | Harold Pinter Theatre                        |
| 2013        | Fault Lines            | Ryan           | Hampstead Theatre                            |
| 2014        | The Glass Supper       | Jamie          | Hampstead Theatre                            |
| 2015        | Crushed Shells and Mud | Derek          | Southwark Playhouse                          |
| 2017 & 2018 | The Jungle             | Sam            | Young Vic Theatre & Playhouse Theatre (2018) |

### Radio
| Năm  | Tên                         | Vai            | Notes       |
| ---- | --------------------------- | -------------- | ----------- |
| 2013 | South Downs                 | John Blakemore |             |
| 2014 | How to Say Goodbye Properly | Toby           |             |
| 2014 | Rock Me Amadeus             | Charlie        | BBC Radio 4 |
| 2015 | Decline and Fall            | Peter          |             |